# آلساندرو تورینی
آلساندرو تورینی(به ایتالیایی: Alessandro Turini) (زاده ۱۴ ژانویه ۱۹۵۰ در بوستو آرسیتسیو) بازیکن فوتبال بازنشسته ایتالیایی است.